# Потапов, Андрей Никитович
Андре́й Ники́тович Пота́пов (1911—1984) — советский гидростроитель.

## Биография
Родился 11 августа 1911 года в Тихвине (ныне Ленинградская область). С 1929 года работал на строительстве Свирской ГЭС. После окончания Ленинградского гидромеханического техникума (1935) направлен на Волгострой: мастер, прораб, старший прораб, начальник участка, с 1939 года начальник конторы гидромеханизации на строительстве Рыбинского, Шекснинского, Угличского гидроузлах.
В 1946—1948 — начальник вновь организованной конторы № 3 гидромеханизации (Раменское)
В 1948—1952 — главный инженер вновь организованной (для строительства Волго-Донского канала и Цимлянского гидроузла) Главной Волго-Донской конторы гидромеханизации.
В 1953—1955 годах главный инженер треста «Трансгидрострой», руководил работами по защите Костромской низменности от затопления водохранилищем Горьковской ГЭС, участвовал в строительстве речных портовых сооружений на Волге и Каме.
В 1959—1961 годах в командировке в КНДР на очистке акватории порта Нампхо от заиливания и неразорвавшихся бомб. В 1965 году работал в городе Бербера (Сомали) на строительстве нового порта и поселка.
С 1966 года руководил гидромеханизированными работами по строительству железных и автомобильных дорог в районах освоения нефтегазовых месторождений Западной Сибири.

## Награды и премии
- Сталинская премия второй степени (1951) — за разработку конструкции, освоение производства и внедрение в строительство мощных землесосных машин
- Сталинская премия второй степени (1952) — за осуществление скоростного намыва земляной плотины Цимлянского гидроузла
- заслуженный строитель РСФСР
- орден Трудового Красного Знамени
- орден «Знак Почёта»,
- медали ВДНХ.